# Deborah Feldman

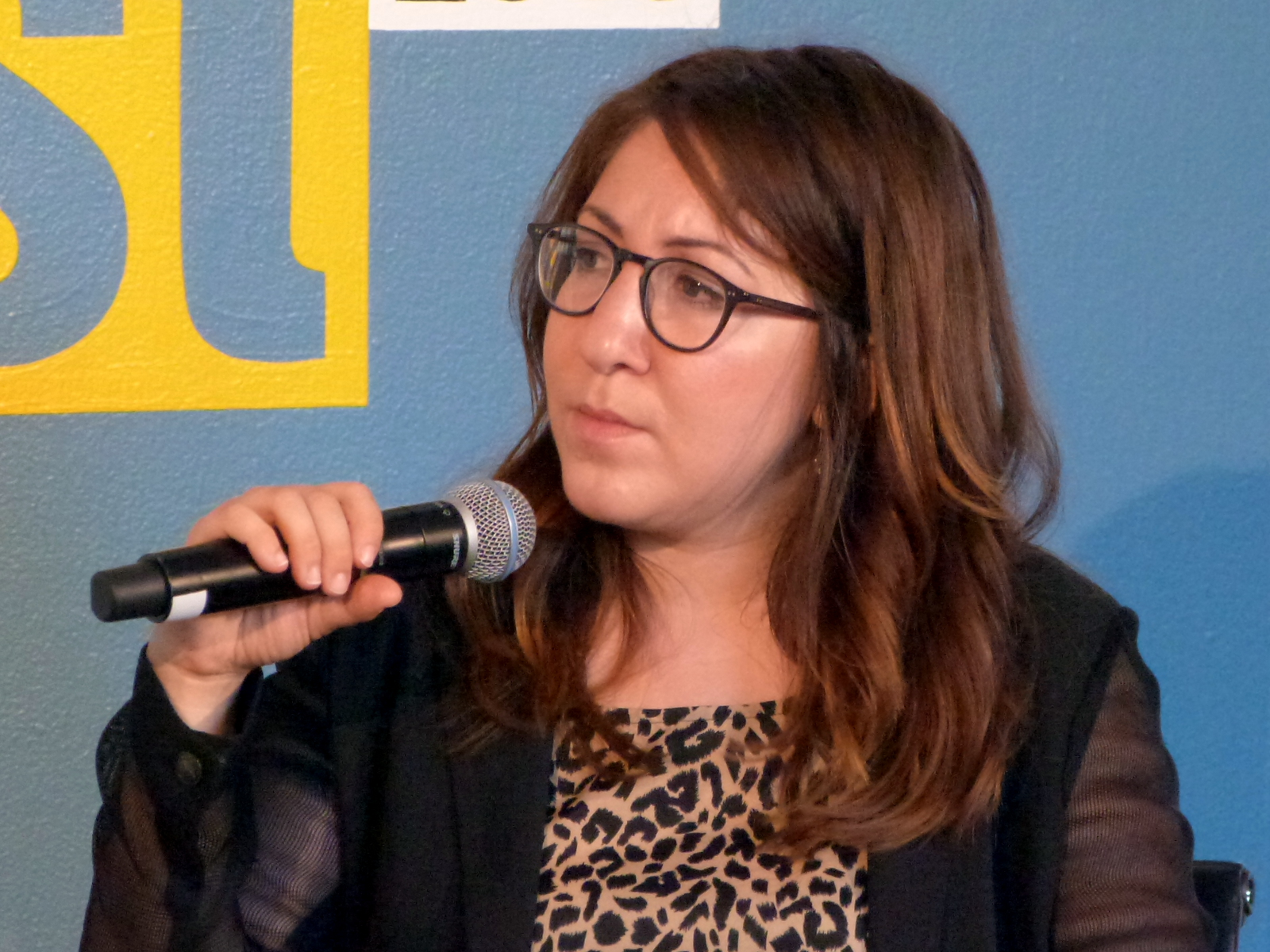
Deborah Feldman in 2016

Deborah Feldman (New York, 17 augustus 1986) is een Amerikaans-Duitse schrijver en woont in de Duitse hoofdstad Berlijn. Haar autobiografie uit 2012, Unorthodox: The Scandalous Rejection of My Hasidic Roots, vertelt het verhaal van haar breuk met een orthodox-joodse gemeenschap in Brooklyn, en werd gebruikt als basis voor de Netflix-miniserie Unorthodox uit 2020.

## Leven in Brooklyn
Feldman groeide op als lid van de chassidische Satmar-groep in Williamsburg, een wijk in de New Yorkse borough Brooklyn. Ze werd opgevoed door haar grootouders, beide overlevenden van de Holocaust, omdat haar moeder door de gemeenschap was verbannen en haar verstandelijk gehandicapte vader niet in staat was haar alleen op te voeden. Net als alle meisjes in de gemeenschap werd Feldman opgevoed om vroom te zijn, sprak ze in het Jiddisch en mocht ze niet naar de openbare bibliotheek. Ze kreeg geen typisch Amerikaanse opleiding, maar verborg boeken onder haar bed uit angst dat haar ouderen haar groeiende nieuwsgierigheid naar de wereld zouden ontdekken. Ze trouwde op 17-jarige leeftijd in een gearrangeerd huwelijk en werd op 19-jarige leeftijd moeder.

## Uittreding
Feldman zegt dat de geboorte van haar zoon een keerpunt was in het verblijf in de Jiddische gemeenschap. Feldman loog tegen haar man en zei dat ze zakelijke lessen wilde volgen om haar inkomen aan te vullen, en in 2006 verhuisden zij en haar man uit Williamsburg en begon ze literatuur te studeren aan het Sarah Lawrence College in Yonkers.
Eenmaal op school "maakte ze een goede start" voor een universitair diploma om haar met de buitenwereld te verbinden. Ze begon zich uit te spreken. Ze begon ook spijkerbroeken en hoge hakken te dragen, waarbij ze het strikte Jiddische kledingvoorschrift verbrak. In 2010 nam ze haar zoon, verliet haar man en verbrak alle banden met de Jiddische gemeenschap. Ze woonde twee maanden bij vrienden en overlegde met advocaten om ervoor te zorgen dat ze de voogdij over haar zoon niet verloor. Feldman heeft sinds 2006 geen van haar familie gezien of gesproken.
Ondanks haar verschillen met de Jiddsche gemeenschap, zei Feldman: "Ik ben er trots op Joods te zijn, omdat ik denk dat daar mijn ontembare geest vandaan komt."

## Carrière
Feldman begon met bloggen en publiceerde in 2012 haar autobiografie, Unorthodox: The Scandalous Rejection of My Hasidic Roots, die een bestseller werd. In 2014 verhuisde Feldman naar Berlijn, waar ze zich vestigde in het district Neukölln, en bleef werken als schrijver. Ook in 2014 publiceerde ze Exodus: A Memoir. Haar boeken zijn in het Duits vertaald en goed ontvangen door Duitse critici, wat ertoe heeft geleid dat ze in verschillende talkshows op de Duitse tv is verschenen.
Feldman is te zien in de Zwitsers-Duitse documentaire 2018 #Female Pleasure en de originele Netflix-miniserie Unorthodox uit 2020 is losjes gebaseerd op haar autobiografie. Netflix produceerde ook een documentaire, Making Unorthodox, die het creatieve proces en het filmen beschrijft, en de verschillen tussen het boek en de tv-series besprak.

## Kritiek
Leden van de orthodoxe gemeenschap hebben kritiek op Feldman, onder meer in een blog met de titel "Deborah Feldman Exposed", die was gewijd aan "het blootleggen van leugens en verzinsels" in haar verhaal. Jesse Kornbluth onderzocht deze kritiek in een paar artikelen in de Huffington Post, die concludeerde: "Er zijn claims in dit boek die chassiden betwisten. Ik kan niet zeggen wat waar is. Maar ik weet zeker dat één ding niet kan: mannen die vrouwen niet gelijk behandelen zijn het niet waard om mee samen te leven. Meisjes in heel Brooklyn kopen ongetwijfeld dit boek, verbergen het onder hun matrassen, lezen het in het donker en overwegen, misschien voor het eerst, hun eigen ontsnapping."